# Reka, Cerkno
Reka este o localitate din comuna Cerkno, Slovenia, cu o populație de 72 de locuitori.